# Гвинея-Бисау на летних Олимпийских играх 2008
Гвинея-Бисау принимала участие в Летних Олимпийских играх 2008 года в Пекине (Китай) в четвёртый за свою историю, но не завоевала ни одной медали. Сборную страны представляли два мужчины и одна женщина, участвовавшие в соревнованиях по вольной борьбе и лёгкой атлетике.

## Лёгкая атлетика
Спортсменов — 2
Мужчины
| Спортсмен       | Вид   | Забег     | Забег | Четвертьфинал | Четвертьфинал | Полуфинал | Полуфинал | Финал     | Финал     |
| Спортсмен       | Вид   | Результат | Место | Результат     | Место         | Результат | Место     | Результат | Место     |
| --------------- | ----- | --------- | ----- | ------------- | ------------- | --------- | --------- | --------- | --------- |
| Холдер да Силва | 100 м | 10,58     | 5     | Не прошёл     | Не прошёл     | Не прошёл | Не прошёл | Не прошёл | Не прошёл |

Женщины
| Спортсмен      | Вид    | Забег     | Забег   | Финал     | Финал     |
| Спортсмен      | Вид    | Результат | Место   | Результат | Место     |
| -------------- | ------ | --------- | ------- | --------- | --------- |
| Домингас Тонья | 1500 м | 11        | 5.05,76 | Не прошла | Не прошла |

## Борьба
Спортсменов — 1
Вольный стиль
Мужчины
| Спортсмен      | Соревнование | 1/16 финала         | 1/8 финала                     | Четвертьфинал       | Полуфинал           | Доп. раунд 1        | Доп. раунд 2        | Финал               |
| Спортсмен      | Соревнование | Противник Результат | Противник Результат            | Противник Результат | Противник Результат | Противник Результат | Противник Результат | Противник Результат |
| -------------- | ------------ | ------------------- | ------------------------------ | ------------------- | ------------------- | ------------------- | ------------------- | ------------------- |
| Аугусто Мидана | 74 кг        |                     | Гела Сагирашвили Пор. 0-1, 1-2 | Не прошёл           | Не прошёл           | Не прошёл           | Не прошёл           | Не прошёл           |